# 224 Batalion WOP
224 Batalion Wojsk Ochrony Pogranicza – nieistniejący obecnie samodzielny pododdział Wojsk Ochrony Pogranicza.

## Formowanie i zmiany organizacyjne
Na podstawie rozkazu MBP nr 043/org z 3 czerwca 1950, na bazie 11 Brygady Ochrony Pogranicza, sformowano 22 Brygadę Wojsk Pogranicza, a 1 stycznia 1951 17 batalion Ochrony Pogranicza przemianowano na 224 batalion WOP.
1 czerwca 1952 rozformowano batalion. Jego strażnice podporządkowano sąsiednim batalionom.

## Struktura organizacyjna
Dyslokacja 224 batalionu WOP przedstawiała się następująco :
- dowództwo i pododdziały sztabowe – Michałowo
- 130 strażnica – Krynki[6]
- 131 strażnica – Jaryłówka
- 132 strażnica – Jałówka
- 133 strażnica – Masiewo.

## Dowódcy batalionu
- kpt. Józef Kwiatkowski (był 01.10.1952)?.